# Южный белый носорог
Южный белый носорог (лат. Ceratotherium simum simum) — подвид белого носорога, самый распространенный из двух подвидов белого носорога. После столетия усилий по сохранению, в охраняемых зонах и частных охотничьих заказниках насчитывалось 19 600 – 21 000 южных белых носорогов, что делает их самым распространенным подвидом носорогов в мире.
На 2024 год согласно сайту SaveTheRhino численность этого подвида носорогов составляла 16803 особей, причем подавляющее большинство из них обитает в одном регионе — Южной Африке.

## Таксономия
Южный белый носорог является номинативным подвидом; ему было дано научное название Ceratotherium simum simum английским исследователем Уильямом Джоном Бёрчеллом в 1810-х годах, впервые увидел и задокументировал так называемого «носорога с квадратными губами» 16 октября 1812 года.
Подвид также известен как носорог Берчелла (Ceratotherium simum burchellii) в честь Берчелла и носорог Освелла (Ceratotherium simum oswellii) в честь Уильяма Коттона Освелла соответственно. Однако они считаются синонимами его первоначального научного названия.
Ceratotherium simum kiaboaba (или Rhinoceros kiaboaba), также известный как пряморогий носорог, был предложен как другой подвид (или вид), встречающийся вблизи озера Нгами к северу от пустыни Калахари. Однако теперь он считается частью южного белого носорога и обитает по всей южной Африке.
Исследования 2010 года показали, что южный и северный белые носороги могут быть разными видами, а не подвидами, и в этом случае правильное научное название северного подвида — Ceratotherium Cottoni, а южный подвид следует называть просто Ceratotherium simum. Отчетливые морфологические и генетические различия позволяют предположить, что два предполагаемых вида были разделены как минимум миллион лет.

## Физическое описание
Южный белый носорог — одно из самых крупных наземных животных в мире. У носорога огромное тело, большая голова, короткая шея и широкая грудь. Самки весят около 1600 – 1700 кг, а самцы — около 2000 – 2300 кг, при этом подтверждены особи весом 3600 кг и длиной тела 3,77 м, а самый тяжёлый носорог весил 4500 кг. Длина туловища составляет 3,35 –4 м, а высота в холке — 1,60 – 1,86 м. На морде два рога, передний рог больше другого и в среднем составляет 60 см в длину, а у самок может достигать 166 см. У самок рога обычно длиннее чем у самцов, но тоньше. У южного белого носорога также есть заметный мускулистый горб, который поддерживает его большую голову.
Южные белые носороги тяжелее и крупнее северных белых носорогов, у них, как правило, более короткие конечности, а верхняя часть черепа более вогнутая, чем у их северных собратьев. Они немного отличаются формой зубов и голов, внешним видом складок кожи и количеством волос. В целом, южные сородичи немного крупнее и более волосатые. Вопреки названию оба подвида серого цвета.

## Среда обитания и распространение
Южный белый носорог обитает в лугах и саваннах южной части Африки, от Южной Африки до Замбии Около 98,5% особей встречаются всего в пяти странах (ЮАР, Намибия, Зимбабве, Кения и Уганда). Южный белый носорог почти вымер, и в начале XX века в одном южноафриканском заповеднике оставалось чуть менее 20 особей. Небольшая популяция белого носорога медленно регенерировала в течение многих лет, увеличившись до 840 особей в 1960-х годах и до 1000 в 1980-х годах. Трофейная платная охота (сафари) на белого носорога была узаконена и регламентирована в 1968 году, и после первоначальных просчётов, как теперь считают, она помогла в восстановлении вида, предоставляя землевладельцам денежные стимулы для увеличения популяций носорога.
Находясь почти на грани исчезновения в XX-м веке, южный белый носорог сейчас снова возрождается. В 2001 году было подсчитано, что в дикой природе на юге Африки насчитывается 11 670 белых носорогов, а во всем мире в неволе находятся еще 777 особей, что делает его самым распространенным носорогом в мире. К концу 2007 года количество диких особей живого южного белого носорога возросло до 17 480 животных. По оценкам, в 2015 году популяция дикого южного белого носорога составила 19 682 – 21 077 особей.

## Природоохранный статус

### Проекты внедрения / реинтродукции
В пределах исторического ареала южного белого носорога в Намибии, Ботсване, Зимбабве, Эсватини, Замбии и на юге Демократической Республики Конго имеются более мелкие реинтродуцированные популяции, в то время как в Мозамбике сохраняется небольшая популяция. Популяции также были завезены за пределы прежнего ареала вида в Кению, Уганду и Замбию, где раньше встречались их самые северные родственники. Южный белый носорог был реинтродуцирован в заповеднике носорога Зива в Уганде, и в Национальном парке озера Накуру, и заповеднике дикой природы Кигио в Кении.
В 2010 году девять южных белых носорогов были импортированы из Южной Африки и отправлены в провинцию Юньнань из Юго-Восточного Китая, где они содержались в парке дикой природы для акклиматизации. В марте 2013 года семь животных были отправлены в Национальный лесной парк Лайянге, где когда-то обитали суматранские и яванские носороги. Двух южных белых носорогов выпустили в дикую природу 13 мая 2014 года.

### В неволе
Пойманные дикие южные белые носороги охотно размножаются в неволе при наличии необходимого количества пространства и пищи, а также при наличии других самок носорогов репродуктивного возраста. Многие носороги, которые существуют в зоопарках сегодня, являются частью совместной программы размножения для увеличения численности популяции и поддержания генетического разнообразия, не вытягивая особей из дикой природы. Например, 96 телят родились в сафари-парке зоопарка Сан-Диего с 1972 года. Тем не менее, уровень воспроизводства довольно низок среди рожденных в неволе южных белых самок, что потенциально связано с их питанием. Текущие исследования в рамках San Diego Zoo Global сосредотачиваются не только на этом, но и на выявлении других видов носорогов, которые могут быть охвачены в разработке новых диет и методов кормления, направленных на повышение фертильности. В Южной Африке популяция южных белых носорогов выращивается на фермах и ранчо для их рогов наряду с чёрным носорогом.